# Erica hispidula
Erica hispidula är en ljungväxtart som beskrevs av Carl von Linné. Erica hispidula ingår i släktet klockljungssläktet, och familjen ljungväxter.

## Underarter
Arten delas in i följande underarter:
- E. h. micrantha
- E. h. serpyllifolia
- E. h. viscidula

## Bildgalleri

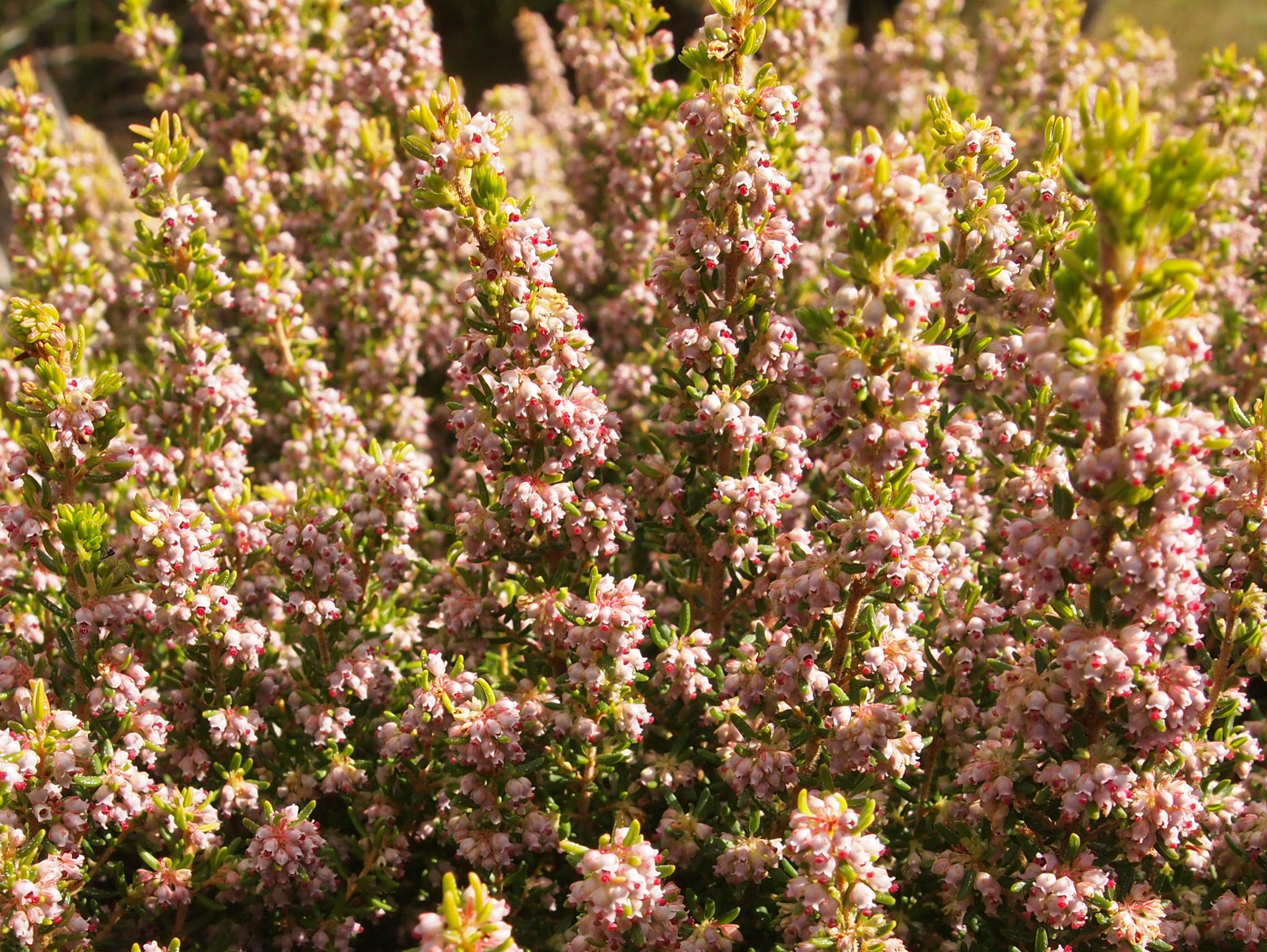